# Éliane Saholinirina
Éliane Saholinirina, née le 20 mars 1982 à Betsihaka, est une athlète malgache.

## Carrière
Éliane Saholinirina est médaillée de bronze sur 1 500 mètres aux championnats d'Afrique juniors 2001 à Réduit. Elle remporte aux Jeux des îles de l'océan Indien 2003 à Maurice la médaille d'or sur 800 mètres et sur 1 500 mètres.
Elle est sacrée championne de Madagascar du 800 mètres en 2000, 2001, 2003, 2005 et 2006 ainsi que du 1 500 mètres en 2000, 2001, 2003, 2004, 2005 et 2006.
Elle est le porte-drapeau de la délégation malgache à la cérémonie d'ouverture des Jeux olympiques d'été de 2016.